# Epixanthus
Epixanthus is een geslacht van kreeftachtigen uit de klasse van de Malacostraca (hogere kreeftachtigen).

## Soorten
- Epixanthus corrosus A. Milne-Edwards, 1873
- Epixanthus dentatus (White, 1848)
- Epixanthus dispar (Dana, 1852)
- Epixanthus frontalis (H. Milne Edwards, 1834)
- Epixanthus hellerii A. Milne-Edwards, 1867
- Epixanthus subcorrosus de Man, 1891
- Epixanthus tenuidactylos (Lockington, 1877)